# Beautiful Life (Lost Frequencies)
Beautiful Life is een nummer van de Vlaamse dj Lost Frequencies, ingezongen door de Zweedse zanger Sandro Cavazza. Het nummer gaat over een jongen die, het meisje op wie hij verliefd is, altijd blijft volgen.
Het nummer werd een nummer 1-hit in de Vlaamse Ultratop 50. In de Nederlandse Top 40 haalde het een 31e positie, en was daarmee een bescheiden hitje. In veel andere West-Europese landen werd het nummer ook een bescheiden hitje.